# 武藏野線
武藏野線（日语：／ Musashino sen */?）是一條連接日本神奈川縣橫濱市鶴見區鶴見站和千葉縣船橋市西船橋站的東日本旅客鐵道（JR東日本）所屬鐵路線（幹線）。車站編號使用的路線記號為JM。
支线方面，包括新小平站与国立站之间、新秋津站与所泽站（西武铁道）之间、西浦和站与武藏浦和站-（别所信号站）-与野站之间、南流山站与北小金站和马桥站之间的支线（详情见下文）。全線來說，JR東日本是第一種鐵道事業者、日本貨物鐵道（JR貨物）是第二種鐵道事業者。鶴見站（實質為新鶴見信號場）－府中本町站之間（通稱：武藏野南線）原則上是貨物列車專用，旅客列車只限「Holiday快速鎌倉」號等的臨時列車運行。可以说，在府中本町站和西船桥站之间，旅客列车和货物列车会共同运行在该线。武藏野号列车和下总号列车也利用本线支线往返于大宫站。

## 概要
武藏野线是日本国有铁道时代修建的一条货运线路，是山手货运线的绕行线路，同时也是东京首都圈的一条可输送旅客的外环线。它也是一条连接了东京都近郊（包括东京多摩地区、埼玉县南部和千叶县西部（东葛地区））的通勤线路，并在与 JR线路 和从东京市中心向外辐射的私营铁路线的交汇处设有许多换乘站。 客运服务从府中本町站开始，但府中本町站和鹤见站之间的线路仍作为货运专用线运营，为了与客运服务段区分开来，这段线路通常被称为武藏野南线。 武藏野南线的开通减少了山手货运线的货物列车运行数量，从而使埼京线和湘南新宿线等新增加的客运系统的列车得以在山手货运线上运行。
该线路最初计划做为连接东海道本线方向和东北本线方向的山手货运线路的外绕的货运线路。该线路开通之初主要运营货物列车，但随着沿线住宅区的开发，人口不断增加，在府中本町站和西船桥站之间增加了客运列车，并在此开展客运业务。 该线路最初是作为连接东北和上越地区与东海道地区的山手货运线的分流线路而建设和管理的，因此在西浦和站有一条支线直通与野站方向，而主线则分支至武藏浦和站方向。 正如 “武藏野线 ”这一名称所暗示的，该线路穿过武藏野地区和武藏野高原，连接各个城市，但不经过东京武藏野市。
在客运方面，该线路是东京地区的电车特定区间的一部分。线路颜色为橘红色（■），该颜色也用于旅客引导和运行中车辆的车身颜色。该线路与直通运行的京叶线、在府中本町站连接的南武线以及其西侧的横滨线一起，被指定为 “东京超大环线 ”的一部分。
在货运方面，该线路通过短路线连接东海道货运线和东北货运线，也连接了中央本线、东北本线和常磐线，并从西船桥站通过京叶线连接了千叶货运站，是首都圈铁路货运的大动脉。线路上设有三个货运站，分别是梶谷货物站、新座货物站、越谷货物站。

### 线路数据
- 管轄（事業類別）、路段（營業距離）
  - 東日本旅客鐵道（第一種鐵道事業者）
    - 鶴見站－西船橋站間 100.6公里
      - 鶴見站－新鶴見信號場間（3.9公里）與東海道本線支線（通稱：品鶴線）重複。定期旅客列車被設定只限府中本町站－西船橋站間（71.8公里）行走

    - 西浦和站－別所信號場（日语：別所信号場）－與野站間 4.9公里
    - 武藏浦和站－別所信號場間

  - 日本貨物鐵道（第二種鐵道事業者）
    - 鶴見站－西船橋站間（100.6公里）
    - 新秋津站－日本國有鐵道線、西武鐵道株式會社線分界點間（1.6公里）：第一種鐵道事業者、第二種鐵道事業者均沒有設定距離（距離為國鐵時代）
    - 新小平站－國立站間（5.0公里）：第一種鐵道事業者沒有設定距離
    - 西浦和站－與野站間（4.9公里）
    - 南流山站－北小金站間（2.9公里）：第一種鐵道事業者沒有設定距離
    - 南流山站－馬橋站間（3.7公里）：第一種鐵道事業者沒有設定距離
- 軌距：1067毫米
- 站數（包括西船橋站 支線車站與鶴見站除外）：29個
  - 旅客站：26
    - 若只限屬於武藏野線的旅客站，排除屬於南武線的府中本町站、屬於中央本線的西國分寺站、屬於東北本線的武藏浦和站、南浦和站、屬於常磐線的新松戶站、屬於總武本線的西船橋站[6]則為20個。

  - 貨物站：3個
- 複線路段：除西國分寺站－國立聯絡線間外全線。
- 電氣化路段：全線（直流電1500V）
- 閉塞方式：複線自動閉塞式
- 保安裝置：ATS-P（府中本町 - 西船桥[1] ）ATS-SN（鹤见 - 府中本町[1]）
- 表定速度：55.2公里/小時
- 最高速度：95公里/小時
- 運轉指令所（日语：運転指令所）：東京綜合指令室（武藏野指令）
- 列車運行管理系統（日语：列車運行管理システム）：新鶴見信號場－西船橋站間 東京圈輸送管理系統（ATOS）
- 車輛基地所在站：東所澤站（整備等於京葉線新習志野站相鄰的京葉車輛中心（日语：京葉車両センター）進行）
- 大都市近郊區間（實行旅客營業規則（日语：旅客営業規則））：府中本町－西船橋
- IC乘車卡對應路段：府中本町站－西船橋站間（Suica首都圈地域）

東日本旅客鐵道的支社管轄如下。
- 鶴見站－梶谷貨物總站間[註 2]：橫濱支社（日语：東日本旅客鉄道横浜支社）
- 府中本町站[註 2]－新座站間[註 3]：八王子支社（日语：東日本旅客鉄道八王子支社）
- 北朝霞站[註 3]－三鄉站間[註 4]：大宮支社（日语：東日本旅客鉄道大宮支社）
- 南流山站[註 4]－新松戶站間[註 5]：東京支社（日语：東日本旅客鉄道東京支社）
- 新八柱站[註 5]－西船橋站間：千葉支社（日语：東日本旅客鉄道千葉支社）

## 歷史
起初武藏野線計畫為替代山手貨物線的「東京外環線」，雖然1927年先引入鐵道敷設法，但因為第二次世界大戰爆發導致計畫凍結。戰後，因為山手貨物線的貨物列車班次增加，由埼玉縣申請，鋪設作為首都外環線其中一部分的所澤市、浦和市、流山市、我孫子市之間的路線，1957年，在鐵道建設審議會上決議建設，並正式命名玉葉線（ぎょくようせん）。1964年，依據日本鐵道建設公團制定，將此線作為D線（大都市交通線，與京葉線、湖西線同樣等級）開工。在建設期間，新松戶 – 西船橋稱作小金線（こがねせん）。
1973年4月1日，府中本町 – 新戶松間、與野 – 西浦和間開業，旅客線與貨物線營業開始。開業當初，在貨物列車排班後的空白時段，開行作為回饋居民的旅客列車，白天40分鐘一班、尖峰時刻15 – 20分鐘一班。1970年代後半，貨物列車改以據點間集中運輸，使班表變得更加從容，而伴隨沿線的居民逐年增加，開行了更多旅客列車。1976年，鶴見 – 新鶴見操車場 – 府中本町間的貨物專用線開業。
為了促進站務設備現代化，開業時全部17站中，有12站導入自動票閘，有10站導入自動精算機，與其他路線的轉乘站的4站設置定期券發行機，成為了關東地區鐵道中，開業就全面導入自動票閘的第一個路線。這是因為當時的國鐵當局判斷，作為東京近郊的新線，居民比較少，即使機器故障也能將影響縮至最小，因此適合實驗性導入機器。但隨著開業後沿線人口不斷增加，路線的利用人數增加，導致自動票閘故障事件頻發，還有些乘客從未導入自動票閘的鐵道公司路線轉乘，誤將非磁氣車票投入票閘，導致票閘無法運作。類似的狀況不斷，成為了國鐵及關東各間大手私鐵謹慎考慮導入自動票閘的原因之一。
1978年，新松戶 – 西船橋的延伸路段開業，1988年京葉線第二區間的西船橋 – 市川鹽濱間、南船橋 - 市川鹽濱間、南船橋 – 新木場間開業，武藏野線部分列車開始與京葉線直通運轉。
2018年10月，為了迎接武藏野線全線開業40週年，做為紀念，在2018年11月23日到2019年3月31日左右，在配置於京葉車輛中心的一編成E231系電車的掛上全線開業40週年紀念的方向幕，並運行於武藏野全線。

### 年表
- 1952年5月27日：埼玉縣申請，鋪設作為首都圈外環狀線其中一部分的路線。[7]
- 1955年9月2日：首都外環線建設縣期成同盟成立，路線暫名訂為「玉葉線」。
- 1957年4月3日：鐵道建設審議會決議建設。[7]
- 1965年12月17日：於南浦和站舉行動工儀式。[7]
- 1965年12月17日：小金線(現武藏野線西船橋 - 新松戶區間)工事施行認可。[9]
- 1973年4月1日：府中本町車站 - 新松戶車站間通車
- 1976年
  - 3月1日：府中本町車站 - 新鶴見操車場間通車(限通貨物)
  - 9月20日：貨物支線北府中站 - 下河原站間廢止。
- 1978年10月2日：新松戶車站 - 西船橋車站間通車。[8]
- 1987年4月1日：國鐵分割民營化，由東日本旅客鐵道繼承，日本貨物鐵道為第二種鐵道事業者。梶谷貨物總站－尻手站、新秋津站－日本國有鐵道線、西武鐵道株式會社線分界點，兩條貨物支線廢止。
- 1988年12月1日：部分列車開始與京葉線直通運轉。
- 1996年
  - 10月20日：201系停止使用。
  - 12月1日：所有列車擴充為8節編組。
- 2005年12月10日：103系停止使用。
- 2020年10月19日：205系停止使用。[10]

## 運行形態
定期列车中，有各站停车列车、“武藏野号列车”和 “下总号列车”。
少数列车仅在武藏野线内运行，许多列车从西船桥站直通来往京叶线。在旅客引导信息中，京叶线的西船桥站 - 市川盐滨站 - 东京站和西船桥站 - 南船桥站 - 新习志野站 - 海滨幕张站也经常被称为武藏野线。与京叶线直通后也是如此。同时，为了防止误乘京叶线，与京叶线的 10 节车厢列车相比，会强调武藏野线是 8 节车厢的列车运营。
白天时段，列车运行时刻表为每小时 6 班车，往返于东京站和南船桥站之间。 早晨和傍晚，还有往返于新习志野 站和 海滨幕张 站的列车。
因为有部分列车在车站过夜的情况，所以东所泽站和南越谷站早晚间也有始发或终到的列车。自 2015 年 3 月 16 日起，平日上午设定了吉川美南站始发去往西船桥的列车，自 2018 年 3 月 17 日起，平日上午还设定了吉川美南站始发去往东京站的列车。
2002 年 12 月 1 日至 2013 年 3 月 15 日期间，日间车次数量有所不同，平日为每小时 5 班，周末和节假日为每小时 6 班，但 2013 年 3 月 16 日的时刻表修订将该线路内平日、周末和节假日的白天时段每小时车次数量统一为 6 班。
如果京叶线发生事故或问题，比如遇到暴雨、雷电或强风等交通中断情况，直通列车就会取消，由西船桥站的折返班次取代。京叶线沿海岸线行驶，几乎所有线路都是高架路，因此经常会受到海风的影响而延误或取消班次，京叶线的直通班次也曾多次取消，但自 2012 年 10 月京叶线防风设施竣工以来，京叶线的交通中断和直通班次取消情况有所减少。

### 来往东京站的直通列車
直到 2013 年 3 月 15 日，直通东京站的列车都是快速列车。在京叶线暂定开通新木场站之前，列车会通过葛西临海公园站，这种运营模式一直沿用至今。快速列车只会在京叶线内快速运行，进入本线后则会各站停车。在 2002 年 12 月 1 日修订时刻表之前，京叶线的停靠站在平日和周末节假日有所不同，周末节假日的快速列车被称为 “武藏野之梦（むさしのドリーム）”，但这次修订取消了这一昵称。由于与东京站至苏我站方向的京叶线快速列车的停靠站点不同，因此后来在京叶线内被表示为 “武藏野快速”。
在 2010 年 3 月的修订中，白天时段每小时的列班次数量从 2 班增加到 3 班，此后白天每小时 3 辆，早晚各 3 至 5 班。有些列车会在京叶线的新浦安站和葛西临海公园站(周末及节假日)等待特急列车“若潮号”或“细波号”的通过。
随着 2013 年 3 月 16 日时刻表的修订，直通东京站的列车统一为各站停车列车，不再快速运行。

### 武藏野 ‧ 下總號
|             | 开往大宫     | 开往大宫 | 开往大宫     | 大宫始发 |
| 八王子始发  | 府中本町始发 | 計       | 开往八王子行 |          |
| ----------- | ------------ | -------- | ------------ | -------- |
| 早上        | 1 / 2        | 2 / 1    | 3 / 3        | 1 / 1    |
| 傍晚 - 夜间 | 1 / 1        | 0 / 0    | 1 / 1        | 2 / 2    |
| 計          | 2 / 3        | 2 / 1    | 4 / 4        | 3 / 3    |

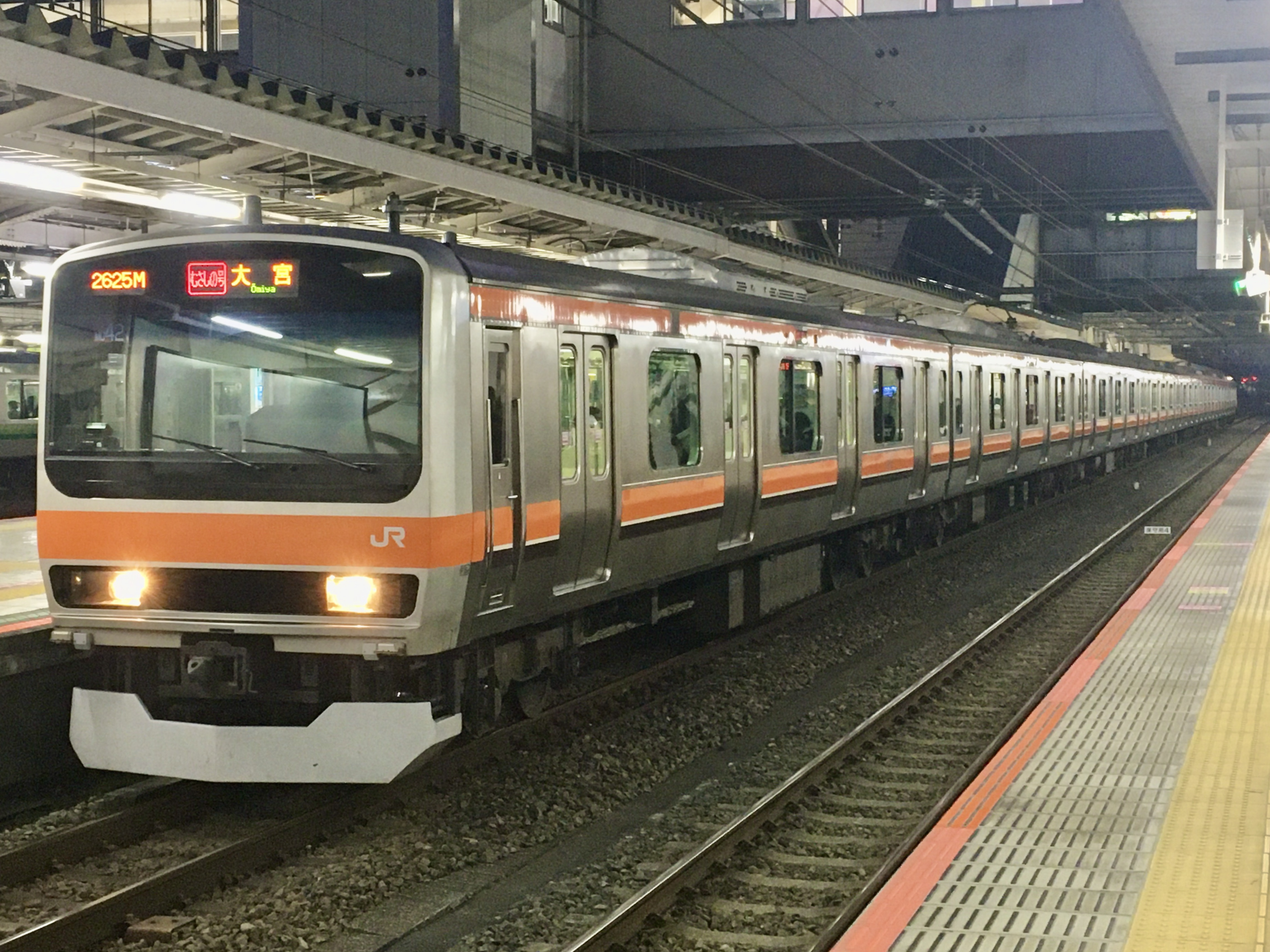
E231系擔當武藏野號，位於八王子站。
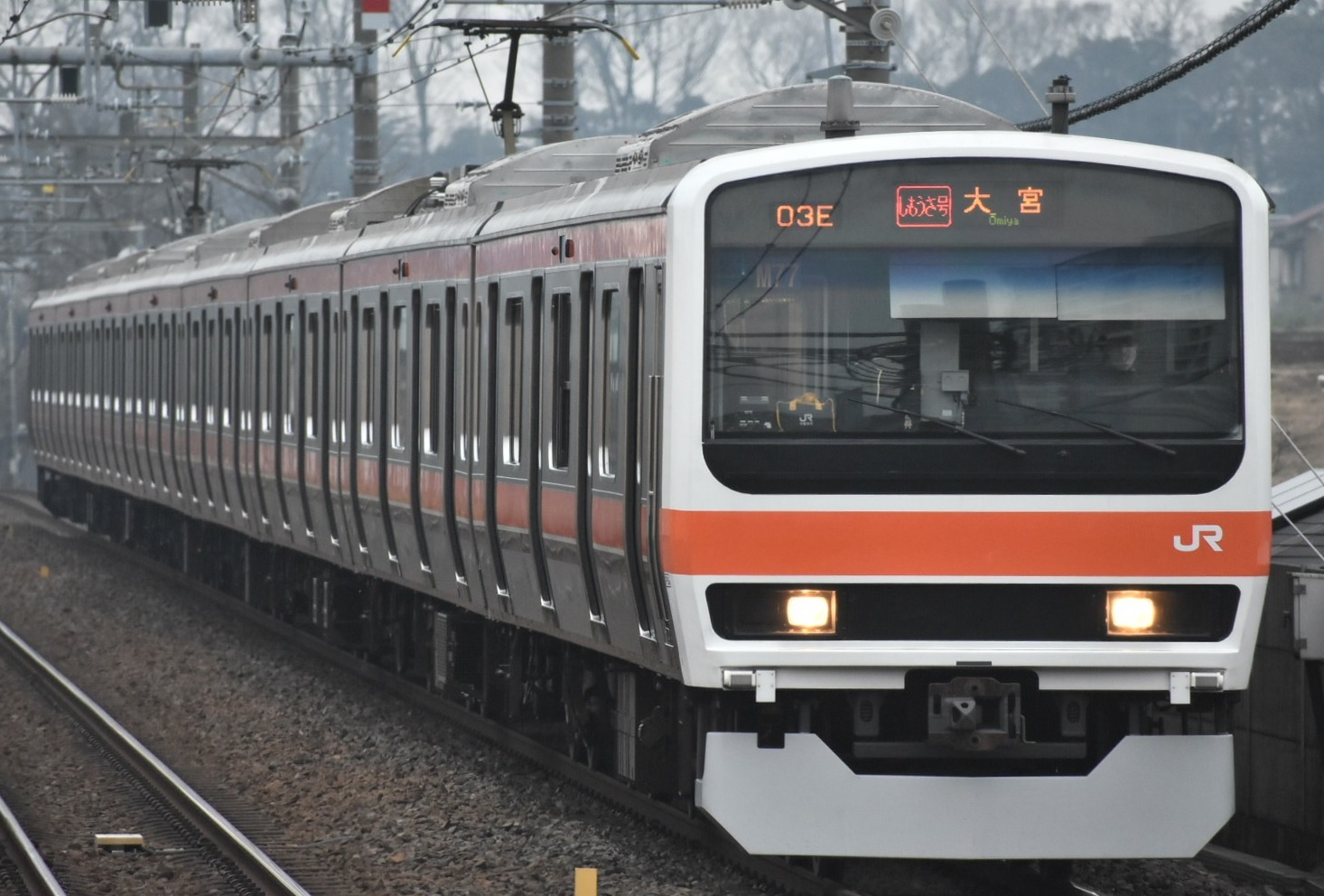
209系擔當下總號。

武藏野號列車和下總號列車為經由武藏野線的早晚高峰列車，利用各主要線路間的貨物列車聯絡線，在各主要路線間運行。武藏野號往來於東北本線大宮站至府中本町或中央本線八王子站，下總號則往來於大宮至京葉線，最遠至海濱幕張站。武藏野號平日4班往大宮{上午2班從府中本町發車、晚間2班從八王子發車)，3班大宮發車皆到八王子；下總號則每日早上、傍晚、夜間各開出1對。

### 开往西船桥的列车
自 1988 年新木场站和西船桥站之间的京叶线开通以来，本线路上的大部分列车都与京叶线直通运行，但也有部分早晚的班次仅开往西船桥站。

### 东海道本线（品鹤线·东海道货物线）直通列车
鹤见站和新鹤见信号场之间的路段是与东海道本线支线（品鹤线）的货运线一侧的重叠路段。经由品鹤线和东海道货运线运行的特急“湘南”、往返于新宿的所有“湘南”列车，以及经由相铁·JR直通线和相铁新横滨线往返于相铁本线的直通列车都会定期使用该路段。此外，当东海道线川崎站附近的运输中断时，Sunrise特急和东海道线、横须贺线、上野东京线和湘南新宿线的列车也可能会经过。

### 貨物列車
武藏野線有許多貨物列車運行，經過東京的貨物列車透過武藏野線連絡東海道本線與東北本線，避免進入東京市中心。武藏野線鶴見 - 府中本町區間（武藏野南線）原則上為貨運專用線，但仍有部分客運列車通過（例如相鐵·JR直通線列車通過鶴見 - 新鶴見信號場），但不設停靠站。

## 車站列表
以下列出武藏野線內的停車場（車站、信號場）與接續路線、所在地等。

### 本線
- （貨）：貨物專用站
- 停車站
  - 各站停車：停靠所有旅客站
  - 「武藏野」「下總」：參見「武藏野」「下總」
- 接續路線：旅客營業區間的東日本旅客鐵道的路線名，除貨物線外均為運行系統上的名稱（與正式路線名不同）。站名若有不同則以⇒顯示站名。

|              | 車站編號 | 中文站名           | 日文站名 | 英文站名 | 站間營業距離 | 累計營業距離 | 累計營業距離 | 接續路線 | 所在地   | 所在地       |
| 府中本町起計 | 車站編號 | 中文站名           | 日文站名 | 英文站名 | 站間營業距離 | 鶴見起計     |              | 接續路線 | 所在地   | 所在地       |
| ------------ | -------- | ------------------ | -------- | -------- | ------------ | ------------ | ------------ | --- | -------- | ------------ |
| 貨物專用     | -        | 鶴見               |          |          | -            |              | 0.0          | 東日本旅客鐵道：東海道本線本線、貨物支線（東海道貨物線、高島線） | 神奈川縣 | 橫濱市鶴見區 |
| 貨物專用     | -        | 新鶴見信號場       |          |          | 3.9          |              | 3.9          | 東日本旅客鐵道：東海道本線支線（品鶴線）、南武線貨物支線（尻手短絡線） | 神奈川縣 | 橫濱市鶴見區 |
| 貨物專用     | -        | （貨）梶谷貨物總站 |          |          | 8.8          |              | 12.7         | | 神奈川縣 | 川崎市宮前區 |
| 旅客營業路段 | JM 35    | 府中本町           |          |          | 16.1         | 0.0          | 28.8         | 東日本旅客鐵道： 南武線（JN20） | 東京都   | 府中市       |
| 旅客營業路段 | JM 34    | 北府中             |          |          | 1.7          | 1.7          | 30.5         | | 東京都   | 府中市       |
| 旅客營業路段 | JM 33    | 西國分寺           |          |          | 2.2          | 3.9          | 32.7         | 東日本旅客鐵道： 中央線（JC17） | 東京都   | 國分寺市     |
| 旅客營業路段 | JM 32    | 新小平             |          |          | 3.5          | 7.4          | 36.2         | 東日本旅客鐵道：武藏野線國立支線 西武鐵道： 多摩湖線 ⇒青梅街道（ST03，徒步轉乘）                                                                                            | 東京都   | 小平市       |
| 旅客營業路段 | JM 31    | 新秋津             |          |          | 5.6          | 13.0         | 41.8         | 西武鐵道： 池袋線 ⇒秋津（SI16，徒步轉乘） | 東京都   | 東村山市     |
| 旅客營業路段 | JM 30    | 東所澤             |          |          | 2.7          | 15.7         | 44.5         | | 埼玉縣   | 所澤市       |
| 旅客營業路段 | -        | （貨）新座貨物總站 |          |          | 3.7          | 19.4         | 48.2         | | 埼玉縣   | 新座市       |
| 旅客營業路段 | JM 29    | 新座               |          |          | 0.3          | 19.7         | 48.5         | | 埼玉縣   | 新座市       |
| 旅客營業路段 | JM 28    | 北朝霞             |          |          | 3.1          | 22.8         | 51.6         | 東武鐵道： 東上本線 ⇒朝霞台（TJ-13，徒步轉乘） | 埼玉縣   | 朝霞市       |
| 旅客營業路段 | JM 27    | 西浦和             |          |          | 5.0          | 27.8         | 56.6         | 東日本旅客鐵道：武藏野線大宮支線 | 埼玉縣   | 埼玉市櫻區   |
| 旅客營業路段 | JM 26    | 武藏浦和           |          |          | 2.0          | 29.8         | 58.6         | 東日本旅客鐵道： 埼京線（JA21）、武藏野線西浦和支線 | 埼玉縣   | 埼玉市南區   |
| 旅客營業路段 | JM 25    | 南浦和             |          |          | 1.9          | 31.7         | 60.5         | 東日本旅客鐵道： 京濱東北線（JK42） | 埼玉縣   | 埼玉市南區   |
| 旅客營業路段 | JM 24    | 東浦和             |          |          | 3.7          | 35.4         | 64.2         | | 埼玉縣   | 埼玉市綠區   |
| 旅客營業路段 | JM 23    | 東川口             |          |          | 3.8          | 39.2         | 68.0         | 埼玉高速鐵道：埼玉高速鐵道線 | 埼玉縣   | 川口市       |
| 旅客營業路段 | JM 22    | 南越谷             |          |          | 4.3          | 43.5         | 72.3         | 東武鐵道： 伊勢崎線（東武晴空塔線） ⇒新越谷（TS-20，徒步轉乘） | 埼玉縣   | 越谷市       |
| 旅客營業路段 | -        | （貨）越谷貨物總站 |          |          | 0.4          | 43.9         | 72.7         | | 埼玉縣   | 越谷市       |
| 旅客營業路段 | JM 21    | 越谷Laketown       |          |          | 2.4          | 46.3         | 75.1         | | 埼玉縣   | 越谷市       |
| 旅客營業路段 | JM 20    | 吉川               |          |          | 1.9          | 48.2         | 77.0         | | 埼玉縣   | 吉川市       |
| 旅客營業路段 | JM 19    | 吉川美南           |          |          | 1.6          | 49.8         | 78.6         | | 埼玉縣   | 吉川市       |
| 旅客營業路段 | JM 18    | 新三鄉             |          |          | 1.5          | 51.3         | 80.1         | | 埼玉縣   | 三鄉市       |
| 旅客營業路段 | JM 17    | 三鄉               |          |          | 2.1          | 53.4         | 82.2         | | 埼玉縣   | 三鄉市       |
| 旅客營業路段 | JM 16    | 南流山             |          |          | 2.0          | 55.4         | 84.2         | 首都圈新都市鐵道： 筑波快線（TX10） 東日本旅客鐵道：武藏野線北小金支線、武藏野線馬橋支線                                                                                    | 千葉縣   | 流山市       |
| 旅客營業路段 | JM 15    | 新松戶             |          |          | 2.1          | 57.5         | 86.3         | 東日本旅客鐵道： 常磐線（各站停車）（JL25） 流鐵：流山線 ⇒幸谷（徒步轉乘）                                                                                                  | 千葉縣   | 松戶市       |
| 旅客營業路段 | JM 14    | 新八柱             |          |          | 4.1          | 61.6         | 90.4         | 新京成電鐵： 新京成線 ⇒八柱（SL05，徒步轉乘） | 千葉縣   | 松戶市       |
| 旅客營業路段 | JM 13    | 東松戶             |          |          | 2.4          | 64.0         | 92.8         | 北總鐵道： 北總線（HS05） 京成電鐵： 成田機場線（成田Sky Access） | 千葉縣   | 松戶市       |
| 旅客營業路段 | JM 12    | 市川大野           |          |          | 1.9          | 65.9         | 94.7         | | 千葉縣   | 市川市       |
| 旅客營業路段 | JM 11    | 船橋法典           |          |          | 3.0          | 68.9         | 97.7         | | 千葉縣   | 船橋市       |
| 旅客營業路段 | JM 10    | 西船橋             |          |          | 2.9          | 71.8         | 100.6        | 東日本旅客鐵道： 京葉線（直通運行）、 總武線（各站停車）（JB30） 東京地下鐵： 東西線（T-23） 東葉高速鐵道： 東葉高速線（TR-01） 京成電鐵： 本線 ⇒京成西船（KS20，徒步轉乘） | 千葉縣   | 船橋市       |

### 支線
全部都是貨物支線，但也有旅客列車運行。路線名稱皆為通稱。接續路線均為東日本旅客鐵道路線。
| 中文站名、信號場名                                               | 日文站名、信號場名 | 營業距離 | 接續路線                          | 所在地        | 所在地 |
| ---------------------------------------------------------------- | ------------------ | -------- | --------------------------------- | ------------- | ------ |
| 國立支線（只有JR貨物設定營業距離。旅客車費以途經西國分寺站計算） |                    |          |                                   |               |        |
| 新小平                                                           |                    | 0.0      | 武藏野線（本線 西船橋站方向）     | 東京都        | 小平市 |
| 國立                                                             |                    | 5.0      | 中央本線（八王子站方向）          | 東京都        | 國立市 |
| 大宮支線（旅客車費以武藏浦和站和途經南浦和站計算）               |                    |          |                                   |               |        |
| 西浦和                                                           |                    | 0.0      | 武藏野線（本線 鶴見站方向）       | 埼玉縣 埼玉市 | 櫻區   |
| 別所信號場                                                       |                    | 1.3      | 武藏野線西浦和支線                | 埼玉縣 埼玉市 | 南區   |
| 與野                                                             |                    | 4.9      | 東北本線（東北貨物線 大宮站方向） | 埼玉縣 埼玉市 | 浦和區 |
| 西浦和支線（沒有設定營業距離）                                   |                    |          |                                   |               |        |
| 武藏浦和                                                         |                    | -        | 武藏野線（本線 西船橋站方向）     | 埼玉縣 埼玉市 | 南區   |
| 別所信號場                                                       |                    | -        | 武藏野線大宮支線                  | 埼玉縣 埼玉市 | 南區   |
| 北小金支線                                                       |                    |          |                                   |               |        |
| 南流山                                                           |                    | 0.0      | 武藏野線（本線 鶴見站方向）       | 千葉縣        | 流山市 |
| 北小金                                                           |                    | 2.9      | 常磐線（取手站方向）              | 千葉縣        | 松戶市 |
| 馬橋支線（只有JR貨物設定營業距離。旅客車費以途經新松戶站計算）   |                    |          |                                   |               |        |
| 南流山                                                           |                    | 0.0      | 武藏野線（本線 鶴見站方向）       | 千葉縣        | 流山市 |
| 馬橋                                                             |                    | 3.7      | 常磐線（三河島站方向）            | 千葉縣        | 松戶市 |

### 廢除路段
（）內的數字是起點起計的營業距離
下河原線
北府中站（0.0公里）－（貨）下河原站（3.8公里）
貨物支線
（貨）梶谷貨物總站（0.0公里）－新鶴見信號場（8.8公里）－尻手站（10.3公里）
- 只限廢除營業距離設定。

貨物支線
新秋津站（0.0公里）－日本國有鐵道線、西武鐵道株式會社線分界點（1.6公里）…所澤站（3.2公里）
- 只限廢除營業距離設定。西武鐵道的車輛的甲種車輛輸送時使用。

### 廢除操車場、信號場
（）內的數字是府中本町站起計的營業距離。
- 新鶴見操車場（日语：新鶴見信号場）：改為信號場成為新鶴見信號場。
- 田島信號場：西浦和－南浦和間的西浦和支線合流地點，現在的武藏浦和站。
- 武藏野操車場（日语：武蔵野操車場）：吉川－新三鄉間（50.3公里）

## 使用车辆

### 現役車輛
以下列车为旅客列车。为了与京叶线等其他线路的列车区分开来，车体上缠有橙色和棕色（■ ■）的带子。

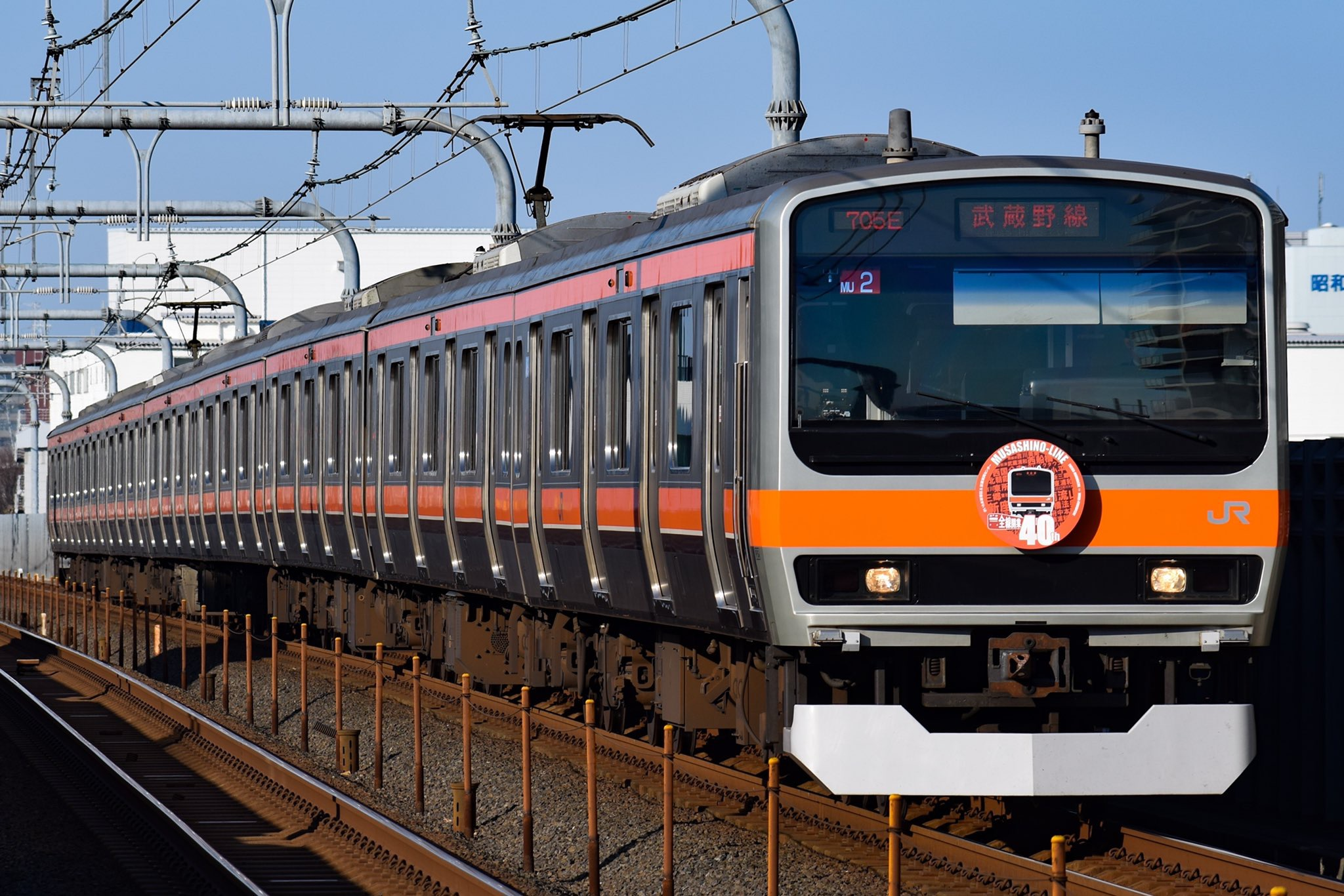
E231系 （0番台，900番台）
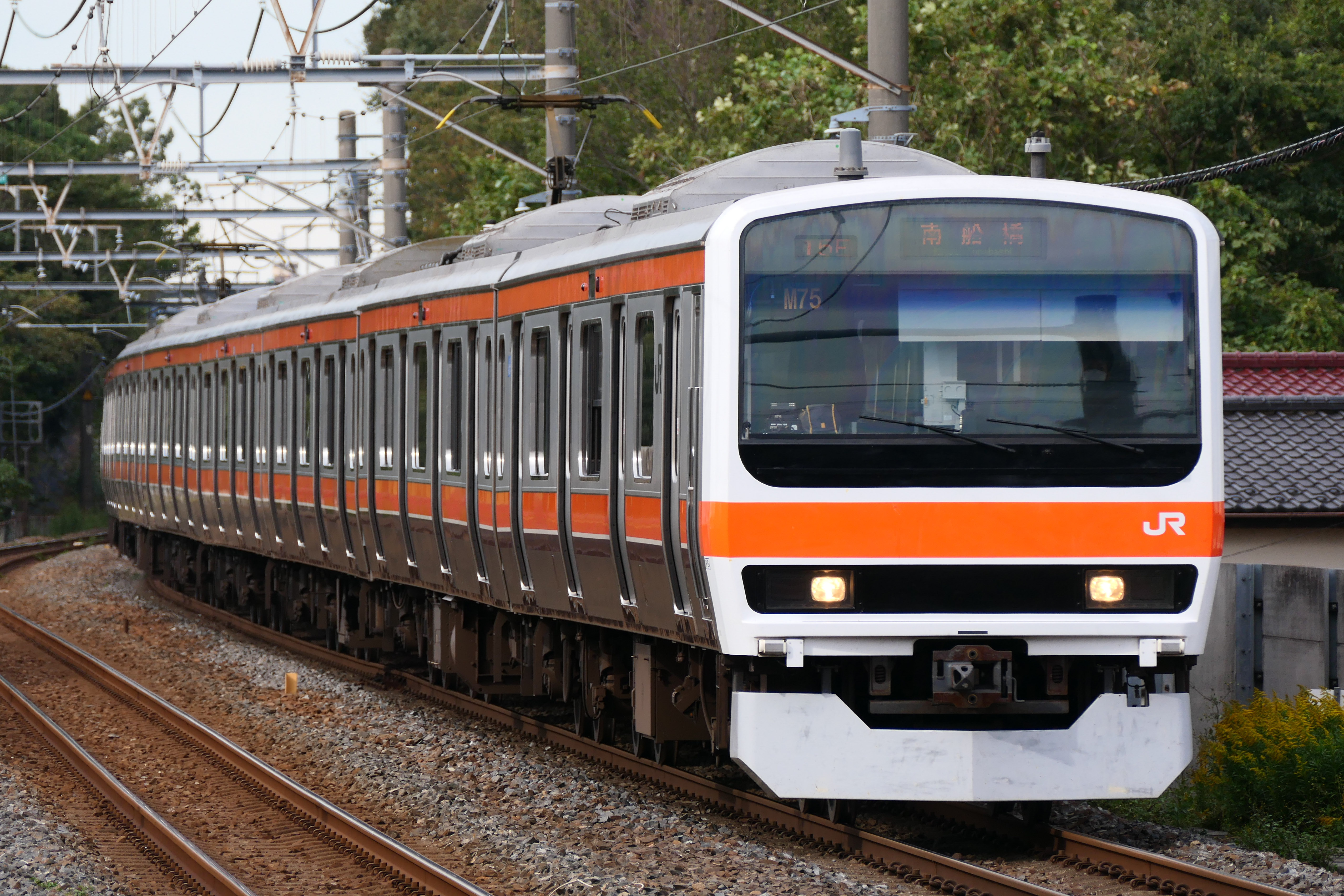
209系500番台 （2019年）

配属于京叶车辆中心。
山手线引进 E235 系列后，E231系500番台变得多余，因此被转用到中央·总武缓行线，成为了三鹰车辆中心的车辆 。 不过，只有 MU22 编成是从松户车辆中心转用的车辆 。
2017 年 8 月 19 日，改装中的车辆在秋田综合车辆中心举办的秋田铁道土崎(「あきた鉄道フェア in 土崎」)展览会上展出，与之前的 E231 系列不同，在中央·总武缓行线上运行时完全为黄色的乘务员门被重新喷漆，侧面条纹延伸至乘务员门。 头车前部的玻璃钢部件在工厂展出时是白色的，但在商业运营时又恢复成原来的银色。
0番台列车于同年 9 月 14 日转入，11 月 1 日开始运行，之后陆续投入使用，这之后，松户车辆中心所属的车辆被改装为 8 节编组列车，并进行了改装（改造：长野综合车辆中心）[38]，直到 2020 年 10 月 6 日
试制编成 900 番台被改装为 8 节编组列车（改造：大宫综合车辆中心），并在 2020 年 7 月 9 日 转入。
- 209系 （500番台）

配属于京叶车辆中心
这些列车原用于中央·总武缓行线，分为两组：一组从京滨东北线转入京叶线，在京叶线引进E233系5000番台后改装为8节编组；另一组直接转入中央·总武缓行线，在中央线和总武线引进E231系500番台后改装为8节编组。
前一组于 2010 年 9 月 17 日至 2011 年 3 月 28 日调入，并于 2010 年 12 月 4 日开始商业运营。 后者于 2018 年 3 月 28 日至 2019 年 6 月 26 日调入。
- E231系0番台
（2018年）
- 209系500番台
（2019年）

### 退役車輛

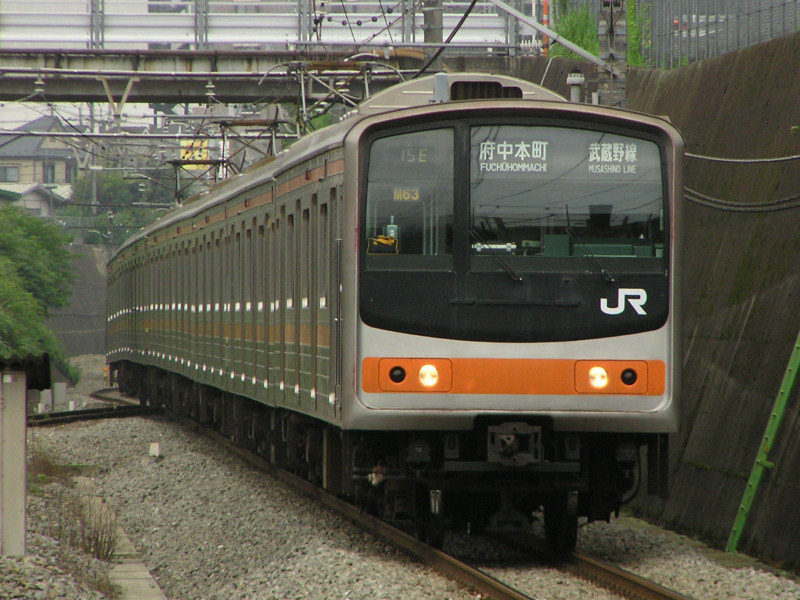
205系0番台電力動車組

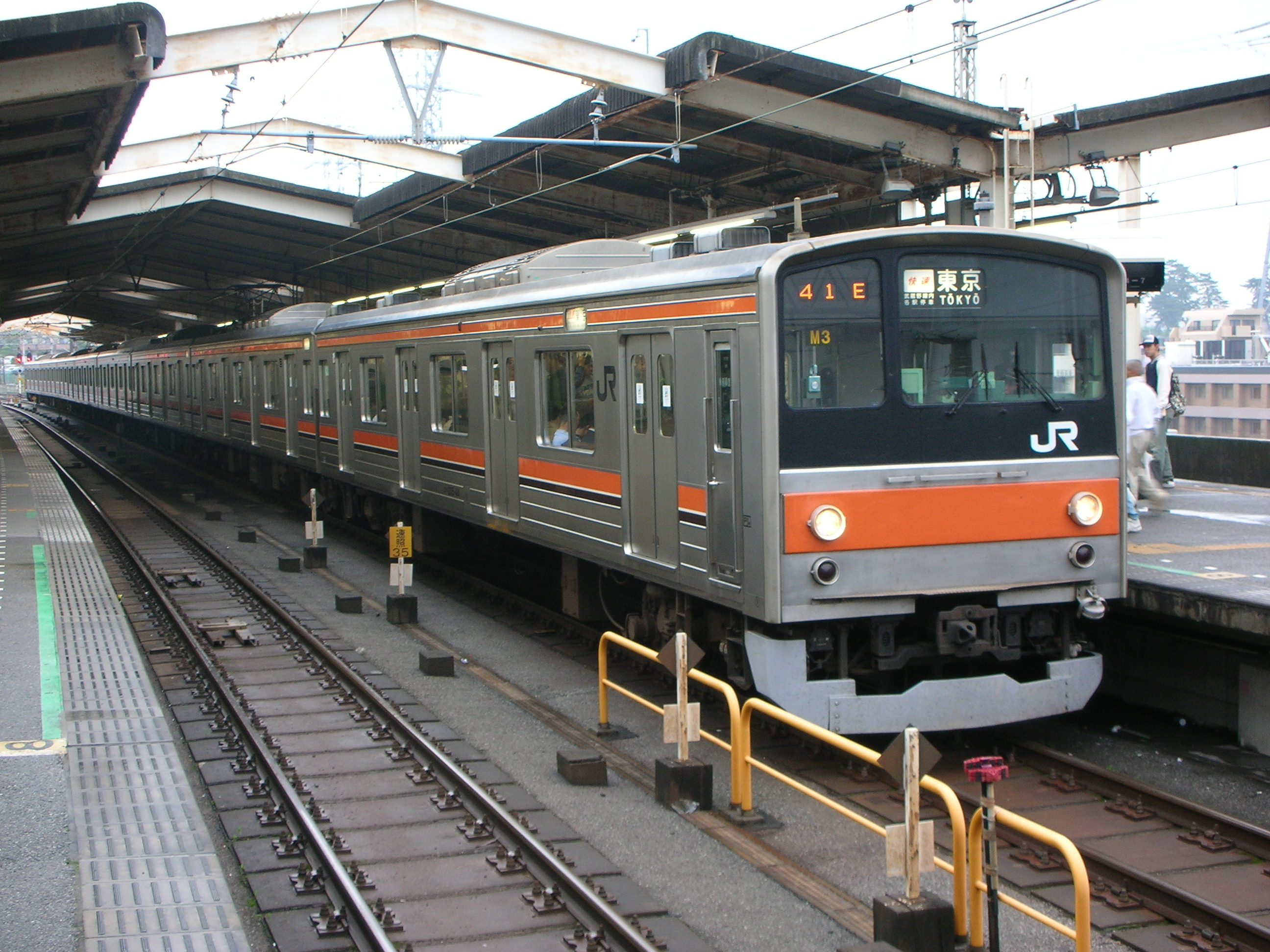
205系5000番台列車（攝於西船橋車站）

- 103系（高運轉台、低運轉台）電車，已退役
- 201系 6卡編成，8卡編成化後調回中央線快速。
- 115系 6卡（4M2T）編成（快速武藏野號、節日快速，從中央本線借調）
- 205系 8卡編成
  - 0番台（6M2T編成）
  - 5000番台（4M4T編成）

5000番台列車大部分是從山手線退役的0番台列車，在武藏野線開始服務前都經過改造，換裝IGBT-VVVF逆變器及新開發的MT74型電動機。
武藏野線內的行車速度能夠達到 100km/h，與JR東日本其他的通勤鐵路線相比為比較快的一條（中央線亦為其一）。

## 外部連結
- 日本鐵路線列表